# Тувалуански език
Тувалуанският език е австронезийски език, говорен от около 11 000 души в Тувалу...